# Grote langlijf
De grote langlijf (Sphaerophoria scripta) is een vlieg uit de familie zweefvliegen (Syrphidae).

## Uiterlijk
Het borststuk is dof koper gekleurd met duidelijk gele zijkanten. Het achterlijf is vrij dun en is zwart gekleurd met gele banden. De gele vlekken op segment II, III en IV raken elkaar in het midden. Bij het mannetje is het zwart op de laatste 2 segmenten vaak vervaagd tot bruin.

## Algemeen
De grote langlijf is een vliegje dat ongeveer 10 mm wordt. In Nederland komt deze algemeen voor. Ze worden met name gezien in struwelen en in tuinen waar ze soms nectar van bloemen halen.

## Vliegtijd
De vliegtijd van de grote langlijf is met name tussen april en oktober.

## Links
- Kaarten met waarnemingen:

- België
- Nederland
- wereldwijd